# Nelson Cruz
Nelson Ramón Cruz Martínez (Las Matas de Santa Cruz, 1º luglio 1980) è un giocatore di baseball dominicano con cittadinanza statunitense, di ruolo esterno e battitore designato per i Washington Nationals della Major League Baseball (MLB).
Nell'ottobre 2018, Cruz ha ottenuto la cittadinanza statunitense.

## Carriera

### Inizi e Minor League
Cruz firmò come free agent amatoriale il 17 febbraio 1998 con i New York Mets, giocando per tre anni nella Dominican Summer League.
Il 30 agosto 2000 i Mets lo scambiarono con gli Oakland Athletics per Jorge Velandia. Cruz trascorse quattro stagioni con gli Athletics sempre nella minor league. Giocò nel 2001 nella classe Rookie, nel 2002 nella classe A-breve nel 2003 nella classe A. Nel 2004 giocò principalmente nella classe A-avanzata e nella Doppia-A, partecipando inoltre alle sue prime partite nella Tripla-A. 
Il 16 dicembre 2004, gli Athletics scambiarono Cruz e Justin Lehr con i Milwaukee Brewers per Keith Ginter.

### Major League

#### Milwaukee Brewers
Cruz debuttò nella MLB il 17 settembre 2005, al Minute Maid Park di Houston contro gli Houston Astros. Schierato come esterno destro nella parte bassa dell'ottavo inning partecipò a un solo turno di battuta, subendo un'eliminazione su palla al volo. Scese in campo nuovamente il giorno successivo contro la stessa squadra, ottenendo la prima base su ball. Il 28 settembre contro i Reds, Cruz colpì la sua prima valida, un doppio, entrando a punto nello stesso inning, su valida (venne applicata la regola del ground rule double) di Wes Helms. Concluse la stagione con 8 partite disputate nelle MLB e 128 nella Minor League, di cui 68 nella Doppia-A e 60 nella Tripla-A.

#### Texas Rangers
Il 28 luglio 2006, i Brewers scambiarono Cruz e Carlos Lee con i Texas Rangers per Francisco Cordero, Kevin Mench, Laynce Nix e il giocatore di minor league Julian Cordero. Il 31 luglio dello stesso anno, batté il suo primo fuoricampo.
Dopo alcune stagioni in cui non riuscì ad entrare nel roster dei Rangers, giocando con le loro affiliate nelle minor league, si impose come titolare nel 2009, quando venne convocato per il suo primo All-Star Game al posto dell'infortunato Torii Hunter.
Cruz e il compagno Ian Kinsler batterono ognuno tre fuoricampo nelle division series dei playoff 2010 contro i Tampa Bay Rays, la seconda volta che ciò accadde a due compagni di squadra in una serie di playoff nella storia (dopo Babe Ruth e Lou Gehrig nelle World Series 1928). In gara 5 delle World Series 2010, in cui i Rangers furono infine sconfitti dai San Francisco Giants, Cruz batté un home run su un lancio di Tim Lincecum nel settimo inning.

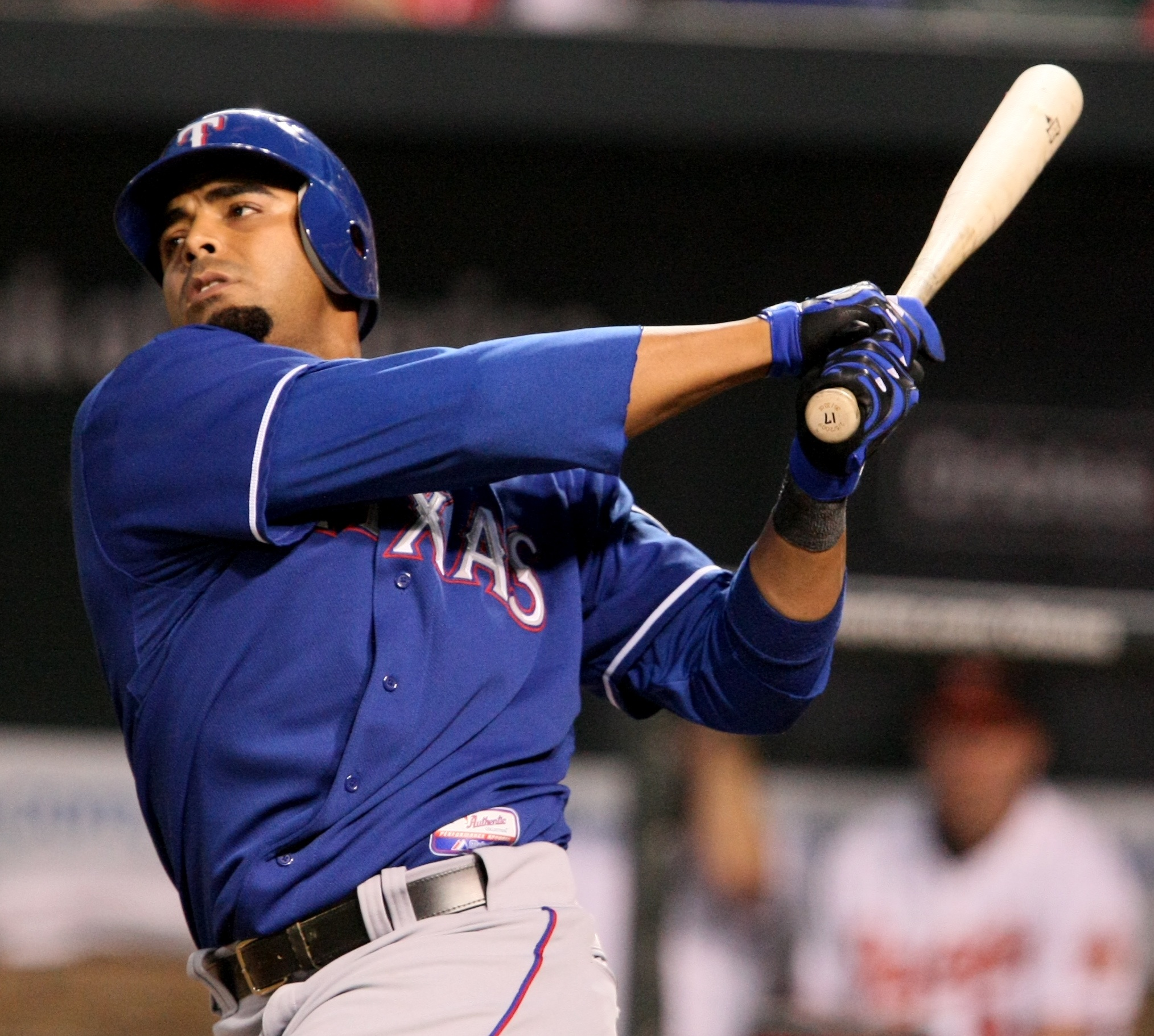
Cruz con i Rangers

Cruz batté un fuoricampo da 3 punti sigillando gara 4 delle American League Championship Series per i Texas Rangers contro i Detroit Tigers. In quella serie, Cruz fece registrare 6 home run e 13 punti battuti a casa, (RBI), entrambi record MLB in una serie di playoff. Pe queste prestazioni fu premiato come miglior giocatore della serie. Cruz batté un fuoricampo che portò in vantaggio i Texas Rangers per 6 a 4 contro i St. Louis Cardinals in gara 6 delle World Series 2011. Quell'home run permise a Cruz di pareggiare il record in un'annata di playoff con 8, raggiungendo Carlos Beltrán e Barry Bonds. I Rangers fu furono però ancora sconfitti nella serie finale dai Cardinals.
Nel gennaio 2013, Cruz fu collegato a uno scandalo di sostanze dopanti di una clinica con sede a Miami. Il 5 agosto 2013 fu sospeso dalla MLB per 50 partite per il suo coinvolgimento nello scandalo Biogenesis. Divenne free agent al termine della stagione.

#### Baltimore Orioles

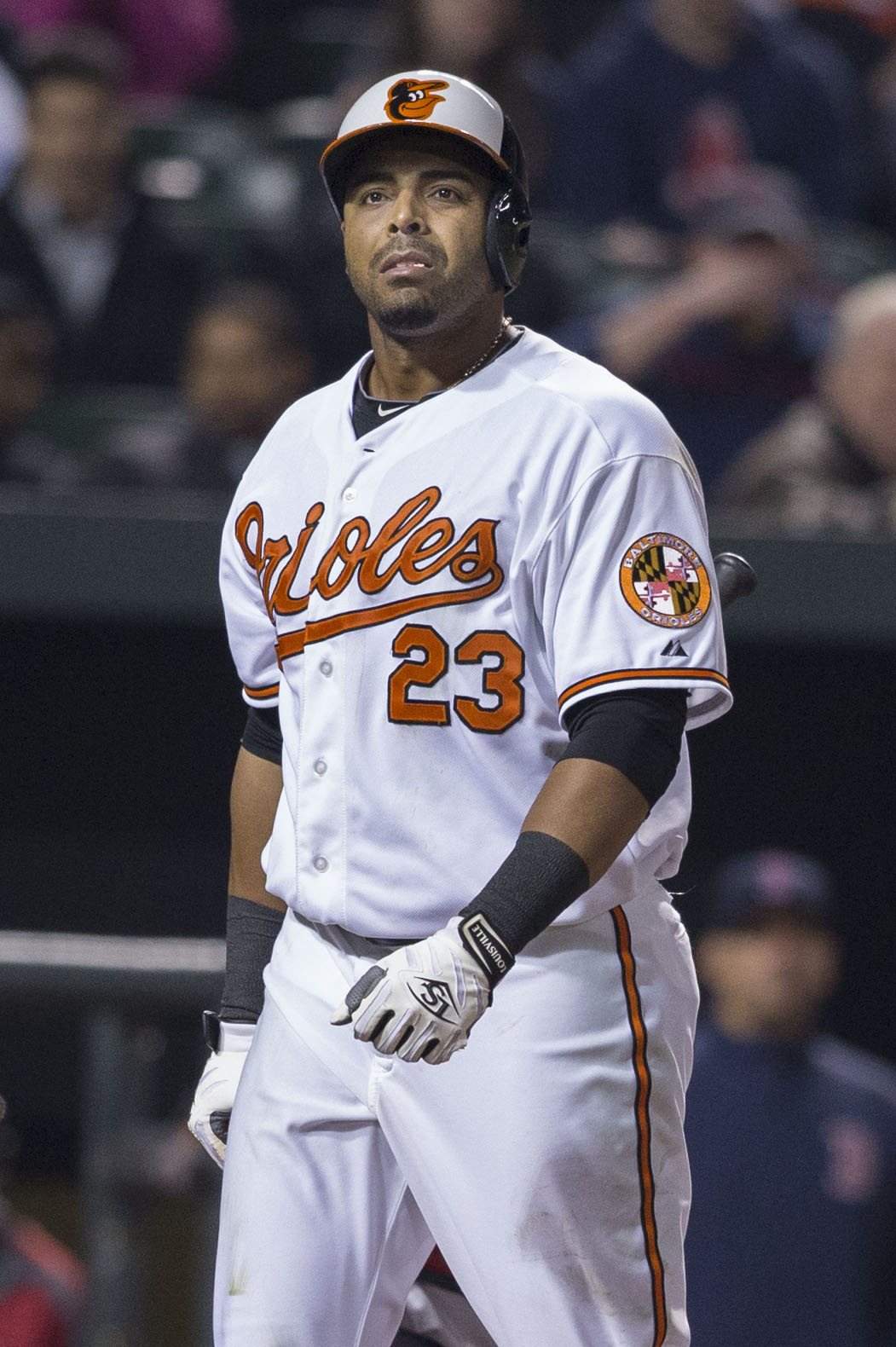
Cruz con gli Orioles nel 2014

Il 24 febbraio 2014, Cruz firmò un contratto annuale del valore di 8 milioni di dollari con i Baltimore Orioles. Il 5 luglio, Cruz disputò la sua prima partita con 5 valide, con due singoli, due doppi e un fuoricampo contro i Red Sox. Successivamente fu convocato per il suo terzo All-Star Game come battitore designato dell'American League. La sua stagione regolare si chiuse guidando la MLB con 40 fuoricampo e un nuovo primato personale di 108 RBI.
Nella prima gara delle division series 2014, Cruz batté un fuoricampo su lancio di Max Scherzer dei Detroit Tigers. Fu il suo 15º in 35 gare di playoff, appaiando al decimo posto di tutti i tempi nella post-season Babe Ruth. In gara 3 delle ALDS 2014, Cruz batté il 16º home run su lancio di David Price, raggiungendo al nono posto Carlos Beltrán. Cruz divenne free agent a fine anno.

#### Seattle Mariners
Il 4 dicembre 2014, Cruz firmò un contratto quadriennale coi Seattle Mariners dal valore complessivo di 57 milioni di dollari. Il 6 luglio 2015, Cruz fu convocato come battitore designato dell'American League al suo quarto All-Star Game. Concluse la sua prima stagione con la nuova maglia disputando forse la miglior annata della carriera, con una media battuta di. 302 e un nuovo primato personale di 44 home run, oltre a 93 RBI. Quell'anno vinse il suo primo Silver Slugger Award e finì al sesto posto nel premio di MVP dell'American League.
Il 2 luglio 2017, Cruz fu convocato per il quinto All-Star Game della carriera. A fine anno fu premiato con il secondo Silver Slugger Award dopo avere guidato l'American League in punti battuti a casa. Nel 2018 Cruz ricevette la sua sesta convocazione agli All-Star Game Divenne free agent al termine della stagione.

#### Minnesota Twins
Il 2 gennaio 2019, Cruz firmò un contratto annuale del valore di 14.3 milioni di dollari con i Minnesota Twins, con inclusa un'opzione del club per il secondo anno pari a 12 milioni.
Divenne free agent al termine della stagione 2020. Il 10 febbraio 2021, Cruz rinnovo con i Twins con un contratto annuale del valore di 13 milioni di dollari. A luglio, Cruz venne convocato all'età di 41 anni per il suo settimo All-Star Game.

#### Tampa Bay Rays
Il 22 luglio 2021, i Twins scambiarono Cruz e il giocatore di minor league Calvin Faucher con i Tampa Bay Rays per i giocatori di minor league Joe Ryan e Drew Strotman.

#### Washington Nationals
Il 17 marzo 2022, Cruz firmò un contratto annuale del valore di 12 milioni di dollari con i Washington Nationals, con inclusa un'opzione mutuale per il secondo anno.

## Palmarès

### Nazionale
- World Baseball Classic:  Medaglia d'Oro

Team Rep. Dominicana: 2013

### Individuale
- MVP delle American League Championship Series: 1

2011
- MLB All-Star: 7

2009, 2013–2015, 2017, 2018, 2021
- Silver Slugger Award: 4

2015, 2017, 2019, 2020
- Capoclassifica dell'AL in fuoricampo: 1

2014 (40)
- Capoclassifica dell'AL in punti battuti a casa: 1

2017 (119)
- Giocatore del mese: 1

AL: aprile 2015
- Giocatore della settimana: 7

AL: 23 maggio 2010, 1º giugno 2014, 7 settembre 2014, 19 aprile 2015, 24 giugno 2018, 28 luglio 2019, 26 luglio 2020